# La Souterraine (association)
Pour les articles homonymes, voir La Souterraine.
La Souterraine est une association française créée par Benjamin Caschera et Laurent Bajon en 2013. Les créateurs de la structure la définissent comme « labo d'observation de l'underground musical français ». L'association exerce aussi l'activite de label discographique en publiant des compilations et des albums d'artiste pas ou peu diffusés,. La première est publiée au début de l'année 2014. Les publications se font avec le temps plus fréquentes,. Certains artistes publient aussi des Ep ou des albums via la structure. 2016 voit la publication d'un disque hommage à Mathieu Boogaerts.
En janvier 2019, La Souterraine héberge 700 artistes (190 compilations, 2 000 chansons) sur sa plateforme Bandcamp et revendique 50 000 utilisateurs uniques.

## Discographie sélective
- 2014 : Vol. 1
- 2014 : Vol. 2
- 2014 : Vol. 3
- 2014 : Vol. 4
- 2014 : La Souterraine-aux-Amériques
- 2015 : Vol. 5
- 2015 : Vol. 6
- 2015 : Vol. 7
- 2015 : Vol. 8
- 2015 : Ô Canada
- 2016 : La Souterraine-retient-la-nuit
- 2016 : Vol. 9
- 2016 : Trompe-le-monde
- 2016 : Ecce-homo
- 2016 : Vallée du don
- 2016 : Sainte Pop
- 2016 : Folk
- 2016 : Comment attend un fou ?
- 2016 : Trans musicales
- 2017 : Les Jours heureux
- 2017 : Le Courage des oisifs
- 2017 : Allô Canada
- 2017 : Télévisée
- 2017 : Pays vaincus
- 2017 : Super terroir et ruines nouvelles
- 2017 : Telle quelle
- 2017 : Et les mineurs
- 2017 : Vous êtes ici
- 2017 : L'amour est un os
- 2017 : Nous sommes uniques en voyageant
- 2017 : Frappe-ton-cœur
- 2017 : Qui sont les coupables ?
- 2017 : Ouf, l'anthologie souterraine 2015-2017
- 2018 : En Nouvelle-Aquitaine
- 2018 : Voyage en soute
- 2018 : C'est extra
- 2018 : Intramuros 13 méta-reprises
- 2021 : Allo Pop 2
- 2021 : TeniaMania 2 (En hommage à Jean-Luc Le Tenia)
- 2021 : Bile Noire d'Emmanuel Emo[12]